# (32038) Kwiecinski
(32038) Kwiecinski est un astéroïde de la ceinture principale.

## Description
(32038) Kwiecinski est un astéroïde de la ceinture principale. Il fut découvert le 6 mai 2000 à Socorro (Nouveau-Mexique) par le projet LINEAR. Il présente une orbite caractérisée par un demi-grand axe de 2,23 UA, une excentricité de 0,19 et une inclinaison de 1,9° par rapport à l'écliptique.

## Compléments